# Brenden Aaronson
Brenden Russell Aaronson (* 22. října 2000 Medford) je americký profesionální fotbalista, který hraje na pozici ofensivního záložníka za německý klub 1. FC Union Berlín, kde je na hostování z Leedsu United, a za americký národní tým.

## Klubová kariéra

### Philadelphia Union
Aaronson se narodil ve městě Medford v New Jersey a od svých 15 let působil v akademii Philadelphia Union.
Aaronson se v průběhu roku 2017 začal objevovat v rezervním týmu Philadelphie Union. Ve svém prvním ročníku v seniorském fotbale odehrál 21 utkání.
V září 2018 bylo oznámeno, že se pro sezónu 2019 přesune Aaronson do A-týmu Philadelphie Union. Dne 17. března 2019 se střelecky prosadil při svém debutu v Philadelphia Union v zápase proti Atlantě United. V sezóně vstřelil 3 branky ve 30 zápasech a skončil druhý v anketě o nejlepšího nováčka v lize.
V sezóně 2020 se Aaronson stal pravidelným členem základní sestavy a v ročníku nevynechal jediné utkání. Ve 27 ligových zápasech vstřelil 4 branky. Za své výkony byl odměněn nominací do nejlepší jedenáctky soutěže a objevil se také v nejlepší jedenáctce turnaje MLS is Back Tournament. S Philadelphií získal v sezóně Supporters' Shield.

### Red Bull Salzburg
V lednu 2021 přestoupil Aaronson do rakouského klubu Red Bull Salzburg. Oficiální cena nebyla zveřejněna, nicméně Philadelphia oznámila, že se jednalo o nejdražší odchod amerického fotbalisty z MLS. Přestupová částka se odhaduje na 5,5 milionů euro. Aaronson v rakouském klubu debutoval 25. ledna, a to při výhře 2:0 nad SC Rheindorf Altach.

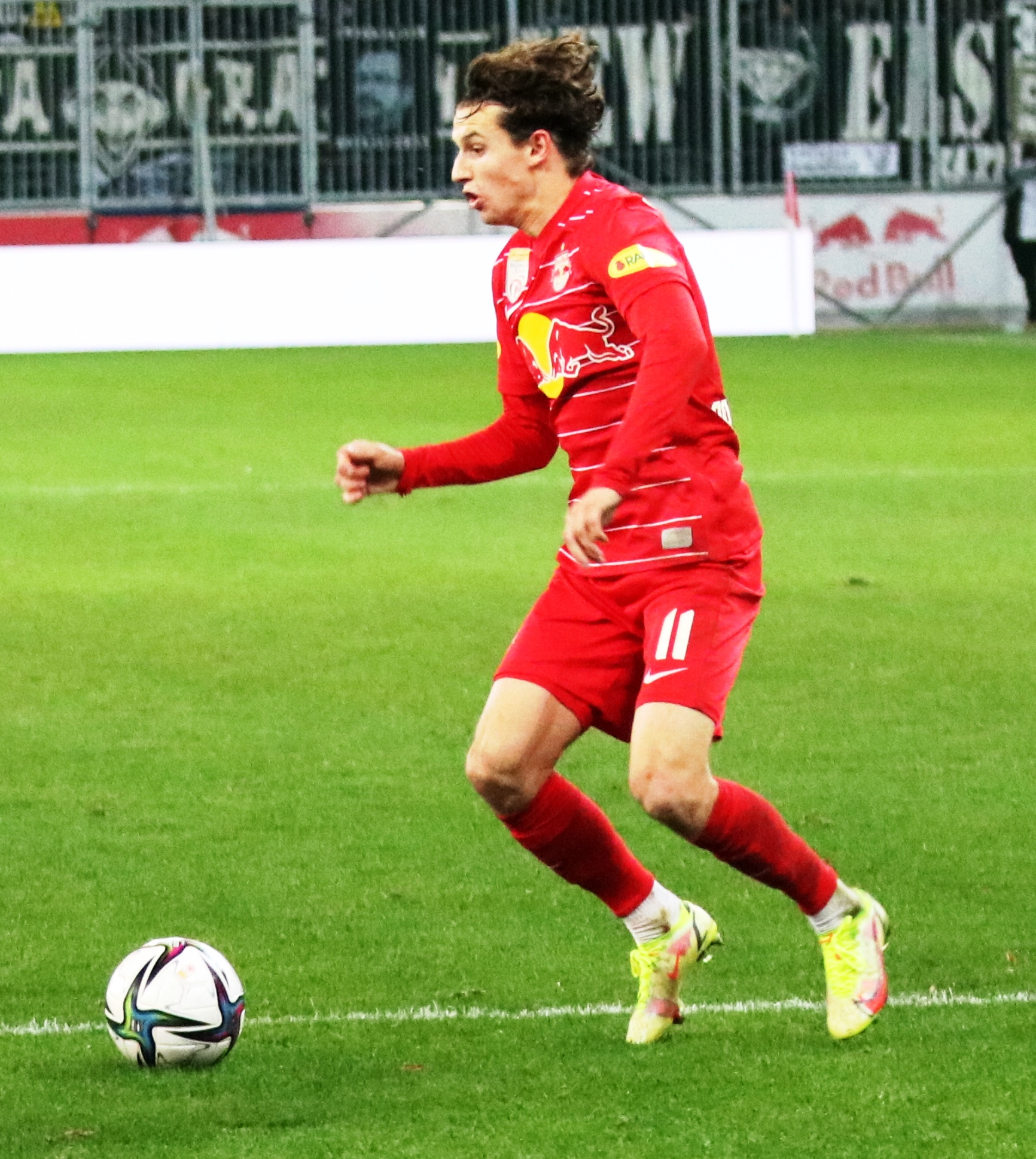
Aaronson v dresu RB Salzburg (2021)

Aaronson vstřelil svůj první gól ve svém novém působišti 10. února, když pomohl k výhře 3:1 nad Austrií Vídeň. 1. května vyhrál s klubem svoji první trofej, a to když Salzburg porazil ve finále ÖFB-Cupu LASK Linz 3:0. Se Salzburgem se mu podařilo také vyhrát domácí ligovou soutěž.
Domácí double Salzburg s Aaronsonem obhájil i v sezóně 2021/22.

### Leeds United
V květnu 2022 byl oficiálně oznámen přestup Aaronsona do anglického Leedsu United, a to za částku okolo 28 milionů euro. S klubem podepsal pětiletou smlouvu.

## Reprezentační kariéra
Aaronson byl poprvé povolán do fotbalové reprezentace Spojených států amerických v říjnu 2019 na zápasy Ligy národů proti Kubě a Kanadě. Svůj debut si Aaronson odbyl ale a 1. února 2020 v přátelském utkání proti Kostarice. Svůj první reprezentační gól Aaronson vstřelil v prosinci 2020 při vysoké výhře 6:0 nad Salvadorem.

## Statistiky

### Klubové
K 21. květnu 2022
| Klub               | Sezóna  | Liga           | Liga   | Liga | Národní pohár | Národní pohár | Ligový pohár | Ligový pohár | Evropské poháry | Evropské poháry | Celkem | Celkem |
| Klub               | Sezóna  | Liga           | Zápasy | Góly | Zápasy        | Góly          | Zápasy       | Góly         | Zápasy          | Góly            | Zápasy | Góly   |
| ------------------ | ------- | -------------- | ------ | ---- | ------------- | ------------- | ------------ | ------------ | --------------- | --------------- | ------ | ------ |
| Philadelphia Union | 2019    | MLS            | 30     | 3    | 0             | 0             | —            | —            | —               | —               | 30     | 3      |
| Philadelphia Union | 2020    | MLS            | 27     | 4    | —             | —             | —            | —            | —               | —               | 27     | 4      |
| Philadelphia Union | Celkem  | Celkem         | 57     | 7    | 0             | 0             | —            | —            | —               | —               | 57     | 7      |
| Red Bull Salzburg  | 2020/21 | Bundesliga     | 20     | 5    | 3             | 2             | —            | —            | 2               | 0               | 25     | 7      |
| Red Bull Salzburg  | 2021/22 | Bundesliga     | 26     | 4    | 5             | 0             | —            | —            | 9               | 1               | 40     | 5      |
| Red Bull Salzburg  | Celkem  | Celkem         | 46     | 9    | 8             | 2             | —            | —            | 11              | 1               | 65     | 12     |
| Leeds United       | 2022/23 | Premier League | 0      | 0    | 0             | 0             | 0            | 0            | —               | —               | 0      | 0      |
| Celkem             | Celkem  | Celkem         | 103    | 16   | 8             | 2             | 0            | 0            | 11              | 1               | 122    | 19     |

### Reprezentační
K 3. únoru 2022
| Spojené státy | Spojené státy | Spojené státy |
| Rok           | Zápasy        | Góly          |
| ------------- | ------------- | ------------- |
| 2020          | 2             | 1             |
| 2021          | 13            | 4             |
| 2022          | 3             | 0             |
| Celkem        | 18            | 5             |

#### Reprezentační góly
Skóre a výsledky Spojených států jsou vždy zapisovány jako první.
| Gól | Datum            | Místo                                                    | Soupeř    | Skóre | Výsledek | Soutěž                                |
| --- | ---------------- | -------------------------------------------------------- | --------- | ----- | -------- | ------------------------------------- |
| 1.  | 9. prosince 2020 | DRV PNK Stadium, Fort Lauderdale, Spojené státy americké | Salvador  | 6:0   | 6:0      | Přátelský zápas                       |
| 2.  | 25. března 2021  | Stadion Wiener Neustadt, Vídeňské Nové Město, Rakousko   | Jamajka   | 2:0   | 4:1      | Přátelský zápas                       |
| 3.  | 9. června 2021   | Rio Tinto Stadium, Sandy, Spojené státy americké         | Kostarika | 1:0   | 4:0      | Přátelský zápas                       |
| 4.  | 5. září 2021     | Nissan Stadium, Nashville, Spojené státy americké        | Kanada    | 1:0   | 1:1      | Kvalifikace na Mistrovství světa 2022 |
| 5.  | 8. září 2021     | Estadio Olímpico Metropolitano, San Pedro Sula, Honduras | Honduras  | 3:1   | 4:1      | Kvalifikace na Mistrovství světa 2022 |

## Ocenění

### Klubová

#### Philadelphia Union
- Supporters' Shield: 2020[13]

#### Red Bull Salzburg
- Rakouská Bundesliga: 2020/21,[29] 2021/22
- ÖFB-Cup: 2020/21,[20] 2021/22

### Reprezentační

#### Spojené státy
- Liga národů CONCACAF: 2019/20[30]

### Individuální
- Nejlepší jedenáctka turnaje MLS is Back Tournament: 2020[11]
- Nejlepší jedenáctka MLS: 2020[12]